# وولدمارس وینکیس
وولدمارس وینکیس (لتونیایی: Voldemārs Viņķis; ۱۴ اکتبر ۱۹۰۳ – ۱۹۵۴) بازیکن فوتبال اهل لتونی بود.
وی همچنین در تیم ملی فوتبال لتونی بازی کرده‌است.